# Werner Matt
Werner Matt (* 14. November 1942 in Kematen in Tirol; † 24. November 2022 in Jormannsdorf) war ein österreichischer Koch.

## Werdegang
Nach einer Lehre in der Tiroler Weinstube in Seefeld in Tirol ging Matt nach Frankreich und dann in die Schweiz.
1968 wurde er Koch der Hilton-Gruppe und ging in die Türkei, nach England, Kanada und Deutschland. 1972 lernte er hier als Küchenchef im Münchener Park Hilton Eckart Witzigmann kennen.
In Wien eröffnete er 1975 als Küchendirektor das damals größte Hilton-Hotel Europas. Im Wiener Hilton leitete Matt eine Brigade von 75 Köchen. Er kochte im Weißen Haus und bildete weit mehr als 1000 Köche aus, darunter Reinhard Gerer und Christian Petz.
Im Restaurant Prinz Eugen im Hilton Wien wurde Matt mit einem Michelin-Stern und drei Hauben von Klaus Besser ausgezeichnet.
Von 1986 bis 1988 war er Direktor der Gastronomie bei den Imperial-Hotels bis zu deren Teilverkauf an die Ciga-Hotels. 1988 kehrte er als Küchenchef des Vienna Hilton Plaza zu Hilton zurück. 2005 ging er in den Ruhestand. Er wurde in Jormannsdorf bestattet.

## Auszeichnungen
- Ein Stern im Guide Michelin für das Restaurant Prinz Eugen in Wien

## Veröffentlichungen
- mit Walter Glocker: Erlesenes aus Österreichs Küche. Speisen und Menüs für besondere Anlässe. Rudolf Trauner, Linz 1982, ISBN 3-85320-250-0.
- Erlesene Menüs. Kulinarischer Streifzug durch die Jahreszeiten. Orac, Wien 2001, ISBN 3-7015-0446-6.